# Nereides

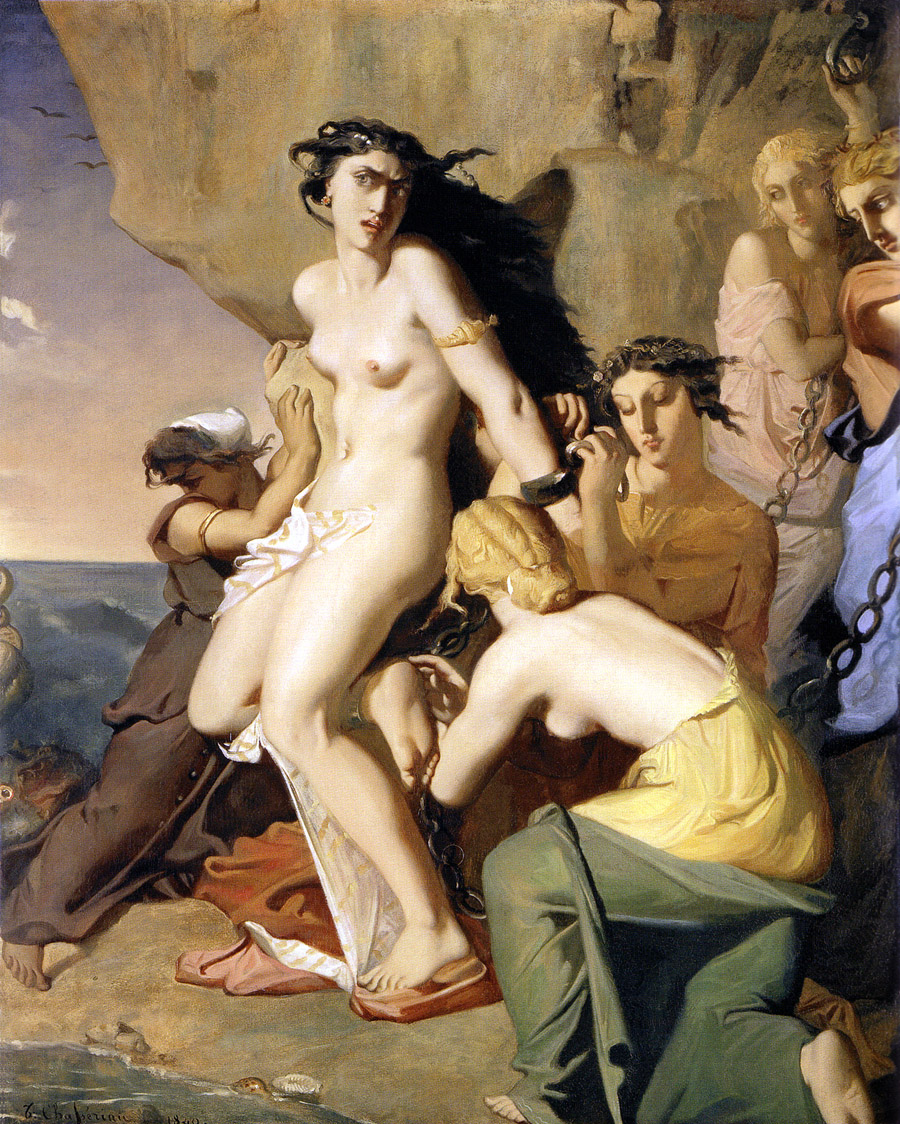
Les nereides encadenant Andròmeda a la roca, segons una pintura de Théodore Chassériau

En la mitologia grega, les nereides (del grec antic νεράϊδα, neraida) eren les filles de Nereu i de Doris. Nereu era un déu del mar i Doris era filla d'Oceà, la qual cosa fa que les nereides siguin considerades nimfes del mar. Es creia que vivien al fons del mar, al palau del seu pare, assegudes en trons d'or. Totes bellíssimes, passaven el temps teixint i cantant. Els poetes se les imaginaven barrejant-se entremig de les onades, amb els cabells al vent, nedant entre tritons i dofins.

## Nombre de nereides
Les nereides eren moltes, però el seu nombre exacte varia segons la font. Homer, a la Ilíada, dona el nom de 34 nereides, Hesíode en compta 53, al Pseudo-Apol·lodor se'n citen 45 i Gai Juli Higí en dona 48.
Generalment, però, en són 50, i a vegades el nombre s'eleva fins a cent. Tenim quatre llistes de nereides, que es complementen mútuament. Per ordre alfabètic són:
- Actea
- Àgave
- Amatea
- Amfínome
- Amfítoe
- Amfitrite
- Apseudes
- Autònoe
- Calipso
- Cal·lianassa
- Cal·lianira
- Ceto
- Cimatolege
- Cimo
- Cimòdoce
- Cimòtoe
- Clímene
- Cranto
- Dero
- Dexamene
- Dinàmena
- Dione
- Doris
- Doto
- Eíone
- Èrato
- Espeo
- Eucrante
- Eudora
- Eulímene
- Eumolpe
- Eunice
- Eupompe
- Evàgora
- Evarne
- Ferusa
- Galatea
- Galene
- Glauce
- Glaucònoma
- Hàlia
- Halimede
- Hipònoe
- Hipòtoe
- Ianassa
- Ianira
- Iera
- Ione
- Laomedea
- Leàgore
- Limnorea
- Lisianassa
- Mèlite
- Menipe
- Mera
- Nausítoe
- Nemertes
- Neomeris
- Nesea
- Neso
- Oritia
- Pànope
- Pasítea
- Plexaura
- Ploto
- Polínome
- Pontomedusa
- Pontoporea
- Prònoe
- Proto
- Protomedea
- Psàmate
- Sao
- Talia
- Temisto
- Tetis
- Toa

Aquesta llista global, que conté setanta-set noms, mostra la diversitat de tradicions sotmeses al gust individual dels mitògrafs i poetes. Les pintures dels vasos citen encara altres nereides, com, per exemple:
- Nao
- Pontomeda
- Cal·lice
- Coro
- Iresia
- Cimatotea
- Eudia

Aquestes nereides, en general, no exerceixen individualment cap paper a les llegendes; això no obstant, algunes tenen una personalitat més rellevant que les seves germanes. Així, en primer lloc, tenim Tetis, mare d'Aquil·les; després Amfitrite, esposa de Posidó; Galatea i Oritia, que, més generalment, passa per ser la filla del rei d'Atenes Erecteu.